# Olaf Ussing
Olaf Ussing, född 24 april 1907 i Frederiksberg, Danmark, död 4 januari 1990, var en dansk skådespelare.

## Filmografi (urval)
- 1937 – Frøken Møllers jubiaeum
- 1961 – Harry och kammartjänaren
- 1962 – Prinsesse for en dag
- 1969 – Den ståndaktige soldaten
- 1970 – Stille dage i Clichy
- 1979 – Rend mig i traditionerne
- 1987 – Epidemic

## Teater

### Roller (ej komplett)
| År   | Roll       | Produktion                 | Regi          | Teater                          |
| ---- | ---------- | -------------------------- | ------------- | ------------------------------- |
| 1980 | Theramenes | Til Fedra Per Olov Enquist | Lone Bastholm | Det Kongelige Teater, Köpenhamn |

## Utmärkelser
- Riddare av Dannebrogorden,  1970[1]
- Teaterpokalen,  1977[5]

[Redigera Wikidata]